# Europas fader
Europas fader, var ett epitet som frankerkungen Karl den store använde för sig själv. Vissa menar att det var under hans tid som namnet Europa fick betydelse.